# Digitaler Rundfunk
Mit digitalem Rundfunk wird der Rundfunk bezeichnet, der eine digitale Übertragungstechnik verwendet. Es gibt hierbei verschiedene, nur bedingt zueinander kompatible Verfahren.

## Standards und Unterschiede
Beim digitalen Fernsehen (englisch digital television, DTV) gibt es folgende Unterschiede:
- D2-MAC und HD-MAC waren hybride Analog-/Digital-Standards, die sich nicht durchgesetzt haben.
- Digital Video Broadcasting (DVB) ist der mittlerweile am weitesten verbreitete Standard für die digitale Fernsehübertragung. Er bietet Komponenten für die verschiedenen Übertragungsverfahren:
  - DVB-S, DVB-S2 (satellite – Satellitenrundfunk)
  - DVB-T, DVB-T2 (terrestrial – Terrestrische Übertragung, also über Funktürme)
  - DVB-C (englisch cable – Kabelfernsehen)
  - DVB-H (handhelds – auf mobilen Geräten wie Handys)
- ATSC ist der nordamerikanische DTV-Standard, ähnlich dem DVB-T-Standard. Dieser wird nur in den USA, Kanada, Mexiko und Südkorea genutzt.
- ISDB ist der japanische DTV-Standard, der DVB sehr ähnlich ist, auch bei der Unterscheidung: ISDB-S, ISDB-C und ISDB-T.
- Digital Multimedia Broadcasting (DMB) ist ein in Deutschland maßgeblich von der Firma Bosch entwickeltes Verfahren,[1] das in Südkorea und China für die digitale Fernsehübertragung, insbesondere auf Mobiltelefone eingesetzt wird und auch in Europa erprobt und ggf. eingeführt werden soll. DMB basiert technisch auf dem DAB-System, das um einige Video/Audio-Codecs erweitert wurde.

Für die Verfahren im Hörfunk siehe Digitalradio.

## Digitale Verbreitung
Für die digitale Verbreitung muss das Programmsignal zunächst digitalisiert und komprimiert werden, sofern das Signal nicht schon digital vorliegt. Heute wird jedoch fast nur noch digital produziert und hergestellt. Anschließend werden mehrere digitale Programme für die Übertragung gebündelt (multiplexing). Die Datenbündel werden dann via Kabel, Satellit oder Antenne zum Empfänger gesendet. Dort wird das Signal durch das Empfangsgerät selbst oder die Set-Top-Box decodiert.

## Analogabschaltung
In Deutschland war geplant, die Übertragung des Rundfunks mit analogen Sendeverfahren bis zum Jahr 2010 endgültig einzustellen und Rundfunk danach nur noch digital zu verbreiten. In den Mitgliedsstaaten der EU sollte diese Umschaltung bis spätestens 2012 stattfinden. Dieses Ziel wurde deutlich verfehlt. In Deutschland und Österreich konnte sich DAB mit dem Audiocodec MUSICAM nicht durchsetzen, daher wurde es in Österreich zwischenzeitlich ganz eingestellt und inzwischen mit dem effizienteren, aber zur Vorgängernorm inkompatiblen Audiocodec HE AAC v2 (DAB+) in beiden Ländern neu gestartet. In der Schweiz war die Einführung von DAB erfolgreicher, aber ebenfalls auf DAB+ umgestellt. Im Rest von Europa ist die Situation unübersichtlich, mancherorts wurde der Betrieb wieder eingestellt, in anderen Ländern scheint er teilweise erfolgreich zu sein. Siehe auch Digital Audio Broadcasting in Europa.
Nach dem Medien- und Kommunikationsbericht 2008 der Bundesregierung wird der „äußerst komplizierte“ Digitalisierungsprozess jedoch „wahrscheinlich bis weit über das Jahr 2015 hinausgehen“. Dabei bezieht man sich hauptsächlich auf Radioprogramme im UKW-Bereich. Ein Beschluss des Bundestages vom 27. Oktober 2011 berücksichtigt diese Erkenntnis und hebt die für 2015 gesetzte Frist zur analogen UKW-Verbreitung auf.
Von der Umstellung verspricht man sich eine größere Übertragungskapazität und geringere Kosten bei geringerer Störanfälligkeit. Als Nebeneffekt wird dabei jedoch die Reichweite auf das offizielle Sendegebiet reduziert. Empfang ist dann nur noch in näherer Umgebung des Senderverbundes des Gleichwellennetzes möglich. Für herkömmliche, analoge Fernsehempfangsgeräte ist dann ein digitales Empfangsgerät (Set-Top-Box) nötig, das die digitalen Signale umwandelt. Neue Fernsehempfangsgeräte können das digitale Signal zunehmend direkt empfangen. Für den Hörfunk werden dann spezielle Radioempfangsgeräte benötigt, die seit 2017 von TechniSat und Vistron als Tuner für die HiFi-Anlage angeboten werden.
Die analoge Ausstrahlung über Satellit der deutschen öffentlich-rechtlichen und privaten Fernsehprogramme wurde am 30. April 2012 beendet.
In der Schweiz wurde bis 2015 das analoge Kabelfernsehen weitestgehend durch DVB-C ersetzt. In Deutschland wurde ab 2017 damit begonnen, schrittweise die analoge Ausstrahlung in der PAL-Norm einzustellen sowie durch DVB-C zu ersetzen und wurde 2019 endgültig beendet.
Verbraucher konnten unter anderem durch Aufrufen der Videotextseite 198 bei verschiedenen Sendern überprüfen, ob sie bereits das digitale Signal empfingen. Im Videotext wurde in dem Fall eine entsprechende Information ausgegeben.

### DVB-T ersetzt analoges Antennenfernsehen
In Deutschland wurde zwischen 2002 und 2008 die Umstellung für das terrestrische Fernsehen (von PAL auf DVB-T) durchgeführt (siehe auch DVB-T-Umstellung in Deutschland). In Österreich wurde die Umstellung 2006 und 2007 durchgeführt (siehe auch DVB-T-Umstellung in Österreich). In der Schweiz wurde die Umstellung 2007 beendet (siehe DVB-T-Umstellung in der Schweiz).

### DVB-T2 ersetzt DVB-T
Im Herbst 2009 wurde der DVB-T-Nachfolgestandard DVB-T2 veröffentlicht. In Deutschland startete im Sommer 2016 ein Pilotbetrieb von DVB-T2 HD in mehreren Ballungszentren. Zwischen März 2017 und Mitte 2019 wurde der neue Standard in weiteren Regionen eingeführt. Zeitgleich erfolgte die DVB-T-Abschaltung, da ein Parallelbetrieb nicht vorgesehen war. Österreich nahm die Umstellung des digitalen Antennenfernsehens von DVB-T auf DVB-T2 schrittweise von 2014 bis 2017 vor. Seit Oktober 2017 wird dort nur noch im Standard DVB-T2 gesendet. Die Schweiz dagegen schaltete Mitte 2019 DVB-T ersatzlos ab.

### Satellit
Mit Stand Mitte 2012 ist Brasilien der weltweit letzte Staat, in dem in größerem Umfang Fernsehprogramme analog per Satellit ausgestrahlt werden. So wurden Anfang 2013 noch 30 Programme über den Satelliten Star One C2 auf 70° West verbreitet. Alle anderen Länder – zuletzt Deutschland per 30. April 2012 – haben vollständig auf einen oder mehrere der Standards DVB-S, DVB-S2, ISDB-S oder DSS umgestellt.
Insbesondere Pay-TV-Anbieter haben teilweise bereits Ende der 1990er eine Umstellung forciert, da zum einen die in diesem Bereich übliche Programmvielfalt analog gar nicht oder nur mit weitaus höheren Kosten möglich ist und zum anderen analoge Verschlüsselungssysteme als leicht zu umgehen gelten. Da diese in Deutschland nur eine niedrige Bedeutung haben, blieb dieser Einfluss hier wesentlich geringer, was die Umstellungsbereitschaft der Zuschauer reduzierte.
Letzten Endes hatte man sich in Deutschland für die Abschaltung auf den 30. April 2012 geeinigt, nachdem der ursprüngliche Termin bei einem damaligen Digitalisierungsgrad von etwa 80 % verschoben worden war. Theoretisch hätten die Sender auch früher abschalten können, was von einigen kleineren Sendern getan wurde. Seit 30. April 2012 sind ARD, ZDF und die deutschen Privatsender nur noch digital empfangbar. Die Programme des ORF waren schon seit dem Jahr 2000 nur digital verfügbar.
Zu Beginn der Informationskampagne zur Abschaltung etwa sechs Monate vorher wurde von verschiedenen Stellen stark schwankende Zahlen von zwei bis fünf Millionen Haushalten gemeldet, die noch analoge Fernsehprogramme per Satellit nutzten. Zu beachten ist hierbei, dass diese Zahlen über Umfragen ermittelt werden und viele Zuschauer ihre benutzte Empfangstechnik nicht kennen. In der Folgezeit wurde wiederholt bei nur wenig veränderten Zahlen auf die Dringlichkeit der Umstellung hingewiesen und die analogen Sender teilweise zur Hälfte mit entsprechenden Hinweisen überblendet. Nach der Abschaltung suchten nur „sehr wenige“ Zuschauer Rat bei einer entsprechenden Servicehotline. Die Verkaufszahlen von Empfangsgeräten stiegen in dem entsprechenden Zeitraum nur minimal, was von der Branche dennoch als eine Auswirkung der Analogabschaltung gefeiert wurde.

### Kabel
Beim Kabelfernsehen fand die Umstellung auf DVB-C statt. DVB-C2 findet derzeit noch keine Anwendung. DVB-C und DVB-C2 sind nicht zueinander und zur analogen Übertragung kompatibel.
Die Umstellung sollte in Deutschland vorerst marktgetrieben stattfinden, Zielsetzung war jedoch auch das Jahr 2010 für die Analogabschaltung. Um Digitalfernsehen zu sehen, benötigen die Zuschauer eine Kabel-Digital-Box, die einfach zwischen Fernseher und Kabeldose gesteckt wird. Digitalfernsehen kostet keine zusätzliche Kabelgebühr und sollte nach dem Willen der Politik 2010 in Europa eingeführt werden. Der Verband Privater Rundfunk und Telemedien in Deutschland (VPRT) plädiert dafür, dass die Politik „für das Kabel einen harten, gegebenenfalls auch inselweiten Umstieg“ umsetzt, weil die gleichzeitige Ausstrahlung der Programme in digitaler und analoger Weise dauerhaft für die Sender nicht finanzierbar sei.
Gerade in älteren Wohngebieten, aber auch bei manchen erst 20 Jahre alten Neubauten kann es durch veraltete oder unzureichend abgeschirmte Antennenleitungen zu einer Beeinträchtigung der Signalstärke kommen, die sich negativ auf die Bildqualität auswirkt. Im Gegensatz zu analoger Übertragung, bei der die Bild- und Tonqualität mit sinkender Signalstärke stetig abnimmt, aber als zunehmend starkes Rauschen noch tolerierbar ist, kommt es bei digitaler Fernsehübertragung zum Ausfall kompletter Bilder oder Bildteile. Viele Hausverwaltungen bzw. Vermieter dieser Häuser sehen jedoch keinen Handlungsbedarf zur Erneuerung der Antennenverkabelung oder lehnen diese aus Kostengründen ab.
Kabel Deutschland hatte im Jahr 2009 angekündigt, die analoge Verbreitung noch bis max. 2017 parallel zur digitalen betreiben zu wollen. Das digitale Programmangebot im Kabel übertraf weit das verbliebene analoge Angebot, allein was das unverschlüsselte Senderbouquet angeht (d. h. ohne die kostenpflichtigen Programme gerechnet). Sehr alte Geräte haben zudem beim analogen VHF-Tuner am Kabelanschluss bereits das Problem der unzureichenden Trennschärfe und einer nicht ausreichenden Intermodulations- und Spiegelfrequenzfestigkeit, was die Bildqualität des analogen Signals bisweilen schlecht (Griesel) oder fast unbrauchbar macht (Moiréstörungen), was den Umstieg auf die digitale Technologie in solchen Fällen mindestens per Beistellgerät (Set-Top-Box) ohnehin notwendig machen würde. Diese Moiré-Störung tritt insbesondere bei analogen schlecht dimensionierten Empfängern dann im Bereich III VHF auf, wenn auf dem VHF-Unterband I im Bereich von 73 MHz ein breites Signalband (DVB-C) vorhanden ist, welches durch harmonische Aufwärtsmischung (Aufwärtsmischung in der Zwischenfrequenz zusätzlich zur schlecht unterdrückten Spiegelfrequenz) den Empfang im VHF-Bereich III empfindlich stören kann.
Im Jahr 2016 nutzten etwa 82,1 Prozent aller Haushalte mit Kabelempfang das Fernsehsignal digital. Die Steigerung betrug jährlich bei 7 Prozent. Ähnlich wie beim Satellitenfernsehen möchte man bei einem Anteil von über 80 Prozent das analoge Signal abschalten. Im Mai 2013 wurden durch Auflagen des Bundeskartellamts die Grundverschlüsselung im Kabel bei digitalem Fernsehen untersagt. Somit ist für den digitalen Empfang im SD-Qualität ein DVB-C Tuner ausreichend, um das digitale Signal im Kabel zu empfangen. Der Empfang der privaten Sender in HD-Qualität ist i. d. R. verschlüsselt. Neue Fernsehgeräte verfügen heute über solche digitalen Empfänger (Tuner).
In der Schweiz wurde bis 2015 das analoge Kabelfernsehen weitestgehend durch DVB-C ersetzt. In Deutschland wurde ab 2017 damit begonnen schrittweise die analoge Ausstrahlung PAL einzustellen und durch DVB-C zu ersetzt. Hier beendete Unitymedia als erster Kabelnetzbetreiber das analoge Fernsehen im Juni 2017; Vodafone folgte 2018.

### Internet (IP-TV und Webradio)
Die Digitalisierung des Rundfunks erfolgt auch ohne die terrestrische Verbreitung über das Internet. Auch Webradio über das Handy ist in neueren Mittelklasse-Handymodellen (Ende 2010) Standard. Im Unterschied zu Streaming Media (beispielsweise IPTV und Webradio) werden beim Rundfunk die Signale vom Sender an eine Vielzahl von Teilnehmern verbreitet, während bei Streamingmedien der Webserver in der Regel für jeden Teilnehmer getrennt eine „Punkt-zu-Punkt-Verbindung“ (englisch Point to Point) aufbaut. Dennoch hat sich für beide Fälle der Begriff „Rundfunk“ etabliert, da der Unterschied für den Teilnehmer praktisch bedeutungslos ist.
In Deutschland haben im Jahr 2014 5,6 Prozent der Haushalte ein gesondertes IP-Radiogerät. 23,3 Prozent der Haushalte in Deutschland empfangen im Jahr 2014 Internetradio über Smartphone, Tablet, Laptop bzw. PC. Im Jahr 2016 empfangen 34,1 Prozent aller Personen ab 14 Jahren Radio über das Internet.
Mindestens 45 Prozent der Personen in Deutschland über 14 Jahre nutzen Videoinhalte aus dem Internet. Knapp die Hälfte davon nutzt die Videoinhalte aus dem Internet direkt über das Fernsehgerät. Der Empfang von Internetvideos über das Fernsehgerät erfolgt über sog. Smart-TVs oder extra Set-Top-Boxen.
Jedoch zählt das Webradio und IP-TV, das mittels Streaming verbreitet wird, aus technischer Sicht nicht zum digitalen Rundfunk (Broadcast).

### Terrestrischer Hörfunk
EU-weit sollten bis 2010 bzw. 2012 alle Rundfunkaussendungen digitalisiert werden. Dies betrifft auch die terrestrische Übertragung des analogen Hörfunks auf UKW. Sie sollte durch DAB ersetzt werden. Bei Lang-, Mittel- und Kurzwelle war die Übertragung mittels Digital Radio Mondiale (DRM) geplant.
Der Widerruf der Frequenzzuteilung des UKW-Rundfunks in Deutschland sollte gemäß § 63 Abs. 5 TKG bis spätestens 2015 erfolgen, wobei in der Widerrufserklärung durch die zuständige Behörde eine Frist bis zur Abschaltung von mindestens einem Jahr festzulegen ist. Jedoch ist mittlerweile klar, dass der analoge Hörfunk bis weit über das Jahr 2015 hinaus existieren wird, da noch immer sehr viele UKW-Empfänger auf dem Markt sind, die durch eine Umstellung unbrauchbar würden. Insbesondere die privaten Hörfunkanbieter begrüßten deshalb den Bundestagsbeschluss vom 27. Oktober 2011, der die bis 2015 gesetzte Frist zur Abschaltung analoger UKW-Programme aufhob.
Während beim Fernsehen analoger und digitaler Rundfunk im selben Frequenzband senden und so jeder analoge Kanal die Kapazitäten für viele digitale Programme blockiert, fällt dieser Digitalisierungsgrund beim Radio weg: Analoges Radio sendet im VHF-Band II, digitales im VHF-Band III.

### Verbreitung des digitalen Hörfunks mittels DVB-T
Technisch möglich, wurde diese zusätzliche Verbreitungsmöglichkeit von Hörfunkprogrammen aber nur punktuell realisiert. In Deutschland gab es nur in Berlin und Leipzig Hörfunk via DVB-T. In Berlin stand privaten Radiosendern ein halbes DVB-T-Bouquet zur Verfügung. Mitte 2009 sprach sich die Kommission zur Ermittlung des Finanzbedarfs der Rundfunkanstalten (KEF) dafür aus, DVB-T als Alternative zu DAB zu prüfen. Diese Empfehlung stieß auf Kritik, denn der einzige Techniker im Gremium Ulrich Reimers galt als befangen (sein Name taucht auf DVB-T-Patentschriften auf). Mobile Endgeräte für den ausschließlichen DVB-T-Radioempfang gibt es bis heute nicht.
Siehe dazu auch: Digitalradio, Abschnitt Digitales Antennenfernsehen (DVB-T).
Seit dem 24. März 2021 strahlt der NDR alle seine Radioprogramme über DVB-T2 aus.

#### UKW-Hörfunk auf DAB bzw. DAB+ in Deutschland und Europa
Obwohl „Digital Radio“ (DAB) in Deutschland spätestens seit 2005 fast flächendeckend verfügbar war, hat die Technik bei weitem nicht die erhoffte Akzeptanz gefunden. 2007 ging die Uni Bonn von 546.000 DAB-Empfängern in deutschen Haushalten aus. Auch in Neufahrzeugen (Pkw/Lkw) wurden bis 2011 fast ausschließlich Analoggeräte mit UKW verbaut.
Gründe für die geringe Verbreitung und Akzeptanz seit 1995 waren der fehlende Mehrwert; insbesondere mangelt es an Programmvielfalt. Aber auch die Klangqualität konnte wegen zu gering gewählter Bitraten in vielen Fällen nicht überzeugen. Das änderte sich erst mit dem Sendestart des weiterentwickelten DAB+ am 1. August 2011.
DAB+ verwendet effizientere Kanalcodierungs- und Kompressionsverfahren und hat bei vergleichbarer Sendeleistung eine noch höhere Reichweite und Empfangssicherheit als DAB. Auf einem bundesweit ausgerichteten Multiplex senden neben Deutschlandfunk, Deutschlandradio Kultur und DRadio Wissen einige private Radioanbieter (LoungeFM, Absolut Radio, Energy, ERF Radio, Klassik Radio, Radio Bob, Radio Horeb, KISS FM und sunshine live). Das Sendernetz von anfangs 27 Sendern soll bis zum Jahr 2015 flächendeckend ausgebaut werden auf dann 110 Sender. Außerdem haben seit Spätsommer 2011 in 14 Bundesländern regionale Senderbouquets den Regelbetrieb von DAB auf DAB+ umgestellt oder erstmals aufgenommen (Hessen). Damit ist die geforderte Programmvielfalt (öffentlich-rechtlicher wie privater Anbieter) spätestens seit Januar 2012 gegeben. Auch das Angebot von erschwinglichen und brauchbaren Endgeräten hat sich sprunghaft erweitert.
In Großbritannien und Dänemark wurde die UKW-Abschaltung um unbestimmte Zeit verschoben. In Frankreich wurde die Digitalisierung des Hörfunks verordnet. Dabei setzt Frankreich nicht auf DAB, sondern auf DAB+, DRM und DMB. Da die DAB-Technik bereits seit 1995 im Einsatz ist, sind einige wenige Länder der Ansicht, dass diese Technik schon wieder veraltet ist, und suchen neue Lösungen: Schweden und Finnland haben sich von DAB abgewendet und wollen die Entwicklung von DRM+, DVB-H und anderen Techniken abwarten.
Insgesamt wird DAB derzeit in mehr als 40 Ländern eingesetzt. 500 Millionen Menschen befinden sich derzeit im Sendebereich von DAB-Sendern. Es wurden weltweit etwa 12 Millionen Empfänger verkauft, davon in Deutschland nach übereinstimmenden Quellen maximal eine Million Geräte.
Im Jahr 2013 beträgt der Anteil der DAB-Radiogeräte in Deutschland 4,5 Prozent. Das sind etwa 2,7 Mio. DAB-Geräte. Im Jahr 2014 gibt es deutschlandweit etwa 5 Mio. DAB-Geräte. Insbesondere in Autos gibt es im Jahr 2014 1,3 Mio. DAB-Geräte, was einer Steigerung von 108 % zum Vorjahr entspricht.
Im Jahr 2014 empfangen 7,5 Prozent der Haushalte in Deutschland Radio über DAB. Im Jahr 2015 empfangen 10 Prozent der Haushalte in Deutschland Radio über DAB+, d. h., dass etwa 4 Mio. Haushalte in Deutschland 2015 DAB+ empfangen, etwa eine Million mehr als 2014. 2015 gibt es in Deutschland 6,4 Mio. DAB+ Radiogeräte. Etwa 2 Mio. davon sind Autoradiogeräte, was einer Wachstumsrate von etwa 49 Prozent zum Vorjahr entspricht. 4,9 Prozent aller Autoradios in Deutschland sind 2015 DAB+-Geräte. Im Jahr 2016 empfangen 13,8 Prozent aller Personen über 14 Jahren in Deutschland das Radio über DAB+
Die MDR-Intendantin und ARD-Vorsitzende 2016–2017 Karola Wille erklärte zu Jahresbeginn 2016, dass über einen konkreten, gemeinsamen Abschalt-Zeitpunkt der analogen UKW-Verbreitung mit dem Gesetzgeber geredet werden solle, wenn in Deutschland ein bundesweiter mobiler DAB+-Empfang von 95 Prozent und eine Verbreitungs-Quote von DAB+-tauglichen Geräten (Marktdurchdringung) von 30 Prozent erreicht sei.
Aktuell erfolgt in Deutschland definitiv die Analogabschaltung der UKW-Radioprogramme im Kabelnetz von Vodafone im Frühjahr 2024. Zudem wird im Oktober 2023 beim RBB im Rahmen von Kostensenkungen über die Beendigung der UKW-Ausstrahlung von drei Hörfunk-Spartensendern nachgedacht.

#### DRM: Radio auf Langwelle, Mittelwelle und Kurzwelle
Auf Mittelwelle, Langwelle und Kurzwelle sollte die Amplitudenmodulation durch DRM ersetzt werden. Der größte Qualitätssprung würde durch die Umstellung auf digitales Radio mit Digital Radio Mondiale auf Langwelle, Mittelwelle und Kurzwelle erreicht werden.
DRM wird gelegentlich auch als digitale Mittelwelle bezeichnet.

### Internationale Wellenkonferenz RRC 06

Digitale weltweite Rundfunkstandards

Auf der internationalen Wellenkonferenz RRC 06 wurden die digitalen terrestrischen Verbreitungswege für Rundfunk in den Frequenzbereichen VHF und UHF koordiniert. Die Ergebnisse der RRC 06 traten am 17. Juni 2007 in Kraft. Durch dieses Abkommen wurde der frequenztechnische Rahmen für den digitalen terrestrischen Rundfunk für mindestens die nächsten 20 Jahre bestimmt. Die RRC 06 hat offengelassen, ob die bereitgestellten Übertragungskapazitäten für Hörfunk oder Fernsehen genutzt werden. Deshalb müssen in den einzelnen Staaten in den nächsten Monaten die dazu notwendigen Entscheidungen getroffen werden. Dabei zeichnet sich jenseits von Mischnutzungen mittels DMB und DVB-H ab, dass Fernsehen über DVB-T im Band IV/V und Radio über DAB im Band III ausgestrahlt wird.

### Übertragungskapazitäten nach der RRC 06
Nach den Ergebnissen der RRC 06 stehen folgende Übertragungskapazitäten zur Verfügung:
- ein DVB-T-Netz in VHF-Band III (7 MHz)
- sechs DVB-T-Netze in UHF-Band IV/V (8 MHz)
- ein zusätzliches (weiteres) DVB-T-Netz (i. d. R. > K60) voraussichtlich frühestens erst ab 2012 verfügbar (8 MHz)
- zwei weitere DAB-Netze in VHF-Band III zusätzlich zum K12-Netz, davon einmal landesweit und einmal regional bzw. lokal strukturiert.

### Digitale terrestrische Übertragungsstandards
Als digitale terrestrische Rundfunkübertragungsverfahren stehen DAB, DMB, DVB-T und DVB-H in den Frequenzbändern III (VHF), IV/V (UHF) und im L-Band zur Verfügung. In Zukunft sollen diese unterschiedlichen Standards zu einem IP-basierten Standard DxB zusammengeführt werden. Dabei ist nur noch DAB in dem Format MPEG 2 Layer 1 ein Audiostandard, der aber bereits Datendienste mit übertragen kann. Die übrigen Standards sind für die Art der Inhalte offen. Damit der Hörfunk nicht verdrängt wird, bleiben für diesen eine Mindestmenge an Übertragungskapazität reserviert. Nur bei Nichtnutzung verfällt dies an TV, Datendienste und für Telekommunikationszwecke.
HD Radio, DRM und DRM+ sind gestattet, werden jedoch nicht explizit gefördert.
Es wird erwartet, dass sich Übertragungsstandards zukünftig ständig verbessern. Damit werden immer wieder neue Empfangsgeräte nötig sein. Alternativ könnten hier neuentwickelte Empfangsgeräte Abhilfe schaffen, die sich mittels Updatefunktionen auf den neuesten Stand bringen lassen. Derartige Geräte sind zurzeit noch nicht im deutschen Markt vertreten.
DAB+-Geräte sind nicht kompatibel zu den bisherigen DAB-Radiogeräten sowie DVB-T2-Settopboxen nicht mit DVB-T-Settopboxen und TV-Geräten mit eingebautem DVB-T-Empfangsteil.

### Digitalisierungsgrad in den Fernseh-Empfangswegen in Deutschland
| Digitalisierungsgrad nach Übertragungsweg | 2018    | 2017    | 2016    | 2015    | 2014    | 2013    | 2012    | 2011    | 2010    | 2009    | 2008   | 2007   | 2006   | 2005   |
| Kabel                                     | 92,9 %  | 88,6 %  | 82,1 %  | 72,5 %  | 62,9 %  | 55,9 %  | 48,2 %  | 42,5 %  | 37,8 %  | 30,6 %  | 21,0 % | 16,2 % | 15,2 % | 9,7 %  |
| Sat                                       | 100,0 % | 100,0 % | 100,0 % | 100,0 % | 100,0 % | 100,0 % | 100,0 % | 86,4 %  | 79,1 %  | 74,1 %  | 65,7 % | 57,3 % | 47,2 % | 38,8 % |
| Antenne                                   | 100,0 % | 100,0 % | 100,0 % | 100,0 % | 100,0 % | 100,0 % | 100,0 % | 100,0 % | 100,0 % | 100,0 % | 95,1 % | 86,0 % | 57,1 % | 45,6 % |

Dabei ist 50 Prozent die entscheidende Marke. Besitzt die neue Technologie einen Marktanteil größer 50 Prozent, wechseln Anbieter und Konsumenten sehr schnell komplett zur neuen Technologie. Die größte Herausforderung für die Regulierung bleibt der Analog-Digital-Übergang im Kabel. Die Landesmedienanstalten fordern daher Pilotprojekte, um die Möglichkeiten der vollständigen digitalen Umstellung auszuloten.
Insgesamt empfangen im Jahr 2016 92,3 % der deutschen Haushalte digitales Fernsehen nach 83,8 % im Jahr 2014, 81 % (2013), 78 % (2012), 68 % (2011), 62 % (2010), 55 % (2009), 47 % (2008), 40 % (2007) und 31 % (2006).
Als neuer Fernsehempfangsweg etabliert sich mehr und mehr Internet-TV bzw. DSL-TV mit 2,3 % Anteil im Jahr 2010. Dieser neue Empfangsweg ist zu 100 % digital.

### Digitalisierungsgrad in den Fernseh-Empfangswegen im Vergleich in der EU
In Großbritannien empfangen 2006 bereits über 70 % der Haushalte digitales TV. In Westeuropa sind es im Schnitt 44 Prozent. IPTV gewinnt als weiterer Empfangsweg deutlich an Bedeutung. In der EU liegt Deutschland bei der TV-Digitalisierung deutlich zurück. In Großbritannien liegt diese absolut 2007 bei 86 Prozent, in Deutschland bei 40 bis 47 Prozent. Im Empfangsweg digitales Kabel liegt der Anteil 2007 in Großbritannien und Spanien bei mehr als 90 Prozent, in Deutschland unter 20 Prozent. Im Empfangsweg digitales Sat liegt der Anteil 2007 in Italien und Großbritannien bei 100 Prozent, Spanien 90 Prozent, Frankreich 80 Prozent, Deutschland 56 Prozent. Der Empfangsweg IPTV hat 2007 in Frankreich einen Marktanteil von 5 Prozent, Spanien 3 Prozent, Italien 2 Prozent, Deutschland und Großbritannien etwa 0 Prozent.
Anfang 2010 liegt die Digitalisierung in Finnland bei 100 %, Großbritannien 88,5 %, Spanien 83,4 %, Italien 71,7 %, Frankreich 70,1 %, Deutschland 56,3 %. Der Durchschnitt in Europa lag bei 59,7 %. Damit lag Deutschland leicht hinter dem europäischen Durchschnitt. TV über DSL bzw. IPTV bzw. Internet-TV erreichte Anfang 2010 in Frankreich einen Marktanteil von 13,4 %, in Deutschland 1,7 %
Seit 30. April 2012 ist der analoge Empfang über Satelliten in Deutschland nicht mehr möglich. Seitdem gibt es in Deutschland nur noch digitale Übertragung.

### Kritik zur Analogabschaltung
Es gibt auch vielfältige Kritik zur Analogabschaltung. Oft wird genannt, dass durch die Digitalisierung alte Geräte unbrauchbar werden. Während die Anschaffung von Digitalfernsehgeräten als Ersatz „nur“ mit Kosten verbunden ist, gibt es bisher kaum für DVB-C geeignete Hörfunkempfänger, so dass meist auf terrestrischen Empfang ausgewichen werden muss.
Da die digitalen Signale recht einfach verschlüsselt werden können, befürchten viele Nutzer eine spätere Umwandlung von bislang kostenfreien zu dann kostenpflichtigen Angeboten. Dies ist bei DVB-T2 HD über eine Grundverschlüsselung bereits erfolgt: Bei den meisten Privatsendern ist der Verbreitungsweg (nicht die Programme selbst) kostenpflichtig.
Ebenfalls sehen Kritiker die Möglichkeiten des freien Zuganges und die Nutzung der Medien durch den Einsatz von digitalen Verfahren und des dabei möglichen digitalen Rechtemanagements (DRM) wie auch HD+ und Freenet TV erheblich eingeschränkt.
Eine automatische Verbesserung der Übertragungsqualität für den Kunden ist durch die Umstellung nicht gegeben. Sie ist technisch im Prinzip möglich, wird aber vom Betreiber nach Abwägung ökonomischer Gesichtspunkte nicht zwangsläufig angestrebt. Als Beispiel wird häufig die DAB-Ausstrahlung in England herangezogen, bei der die anfangs hohen Bitraten zunehmend reduziert wurden – zugunsten von mehr Programmen pro DAB-Ensemble (= Programmpaket).
Die theoretisch bessere Klangqualität von DAB oder DAB+ wirkt sich bei Mobilgeräten (Henkelware) kaum oder nicht aus, weil Kleinlautsprecher die zusätzlichen Audio-Frequenzen nicht wiedergeben können. Versorgungslücken in ländlichen Gegenden für Empfang im Haus sind weit verbreitet; DAB+-Empfänger können deshalb auch UKW empfangen, um dort nicht unnütz zu sein.
Auch ist die Demodulation und Dekodierung digitaler Signale komplexer als die analoger Signale. Deshalb brauchen digitale Empfänger mehr Masse, mehr Volumen und mehr Leistung.

## Rechtliche Grundlagen in Deutschland
Die Analogabschaltung wird geregelt u. a. über § 63 Abs. 5 TKG, § 48, § 49 TKG.
Über die Landesmediengesetze wird der Übergang durch Verteilung und Entzug von Rundfunklizenzen betrieben.
Fernsehen findet heute in Deutschland überwiegend über DVB-C, DVB-S, DVB-T2 sowie über IPTV (Streaming) statt, Hörfunk über UKW, DAB+, DVB-C, DVB-S, sowie über Webradio.